# Sed Rahal
Sed Rahal (în arabă سد الرحال) este o comună din provincia Djelfa, Algeria.
Populația comunei este de 13.693 de locuitori (2008).